# Freedom (musikalbum)
Freedom är en musikalbum av Neil Young, utgivet 1989. "Rockin' in the Free World" är en av de mest kända låtarna från albumet.

## Låtlista
Samtliga låtar skrivna av Neil Young, om inte annat anges.
1. "Rockin' in the Free World" (Frank Sampedro) - 3:39
2. "Crime in the City (Sixty to Zero Part 1)" - 8:44
3. "Don't Cry" - 4:15
4. "Hangin' on a Limb" - 4:19
5. "Eldorado" - 6:05
6. "The Ways of Love" - 4:29
7. "Someday" - 5:42
8. "On Broadway" (Jerry Leiber, Barry Mann, Mike Stoller, Cynthia Weil) - 4:59
9. "Wrecking Ball" - 5:09
10. "No More" - 6:06
11. "Too Far Gone" - 2:48
12. "Rockin' in the Free World" - 4:42